# Ignacio Oleart Comellas
Ignacio Oleart Comellas   (Barcelona, 1944 - 20 de juliol de 2022) va ser un polític català, diputat al Parlament de Catalunya en la IV Legislatura.
Treballà com a graduat social i fou alcalde d'Esparreguera del 1972 al 1978. El 1982 ingressà a Aliança Popular, amb la que fou candidat a les eleccions al Parlament de Catalunya de 1984, però no fou escollit.
Posteriorment va ser cap local del Partit Popular a Esparreguera i al Baix Llobregat. Va ser vicepresident de la Comissió de Control Parlamentari de l'Actuació de la Corporació Catalana de Ràdio i Televisió i de les Empreses Filials del Parlament de Catalunya.
El 1992 fou escollit secretari provincial de política municipal del PP. Fou elegit diputat en les eleccions al Parlament de Catalunya de 1995. Posteriorment, abandonà el PP i després de les eleccions municipals espanyoles de 2007 i 2011 va ser regidor d'Esparreguera per AIESPA (Alternativa Independent d'Esparreguera).